# Bubbly
"Bubbly" é uma canção pop/folk do álbum de estréia de Colbie Caillat, Coco.
Colbie, cantora e compositora americana escreveu a canção junto com seu amigo Jason Reeves. No Brasil essa canção recebeu uma certificação de Disco de Ouro devido a mais de 50 mil downloads pagos, segundo a ABPD.

## Paradas
| Paradas (2007)                                  | Melhor Posição |
| ----------------------------------------------- | -------------- |
| Billboard Hot 100                               | 5              |
| Billboard Pop 100                               | 2              |
| Billboard Hot Digital Songs [carece de fontes?] | 4              |
| Hot 100 Singles [carece de fontes?]             | 1              |
| Australia Singles Top 50                        | 1              |
| - Czech Republic Singles Chart                  | 1              |
| Top 10                                          | 1              |
| Hot 100 Singles [carece de fontes?]             | 2              |
| Hot 100 Singles                                 | 8              |
| Parada de Singles RIANZ [carece de fontes?]     | 6              |
| - E! hot50                                      | 4              |
| Parada de singles [carece de fontes?]           | 11             |
| Parada de singles [carece de fontes?]           | 19             |
| Parada de singles [carece de fontes?]           | 2              |
| Top 75 Singles [carece de fontes?]              | 6              |
| Parada de Singles [carece de fontes?]           | 10             |
| UK Singles Chart [carece de fontes?]            | 72             |
| Top 50 Singles [carece de fontes?]              | 2              |
| Top 20 Singles [carece de fontes?]              | 2              |